# Serviço Nacional de Parques e Vida Selvagem (Nova Gales do Sul)
O Serviço Nacional de Parques e Vida Selvagem (NPWS) faz parte do Escritório de Meio Ambiente e Património (Nova Gales do Sul) - a principal agência governamental de conservação em Nova Gales do Sul, na Austrália.
Foi estabelecido em 1967, quando o Painel de Protecção à Fauna e o Departamento de Reservas do Departamento de Terras foram fundidos sob o comando do Ministro das Terras, Tom Lewis. Lewis também estabelece a caridade, National Parks Foundation, para ajudar a NPWS a arrecadar fundos para a conservação. O primeiro diretor do NPWS foi Sam P. Weems, do Serviço Nacional de Parques dos EUA.